# Sans famille (film, 1958)
Pour les articles homonymes, voir Sans famille (homonymie).
Pour plus de détails, voir Fiche technique et Distribution.
Sans famille est un film franco-italien réalisé par André Michel et sorti en 1958.

## Synopsis
Au XIXe siècle, Rémi, un enfant abandonné, a été élevé par mère Barberin, mais le père Jérôme Barberin le vend à Vitalis, un gentil musicien ambulant. Ce sera le début de l’apprentissage de la vie pour le jeune Rémi qui, en parcourant les routes françaises et anglaises, finira par découvrir le secret de ses origines.

## Fiche technique
- Titre : Sans famille
- Titre italien : Senza famiglia
- Réalisation : André Michel, assisté de Jean Léon
- Scénario : André Michel et Pierre Véry d’après le roman d’Hector Malot, Sans famille (1878)
- Dialogues : Rémo Forlani
- Musique : Paul Misraki
- Photographie : Robert Juillard
- Son : Jean Rieul
- Script-girl : Simone Pêche
- Décors : Raymond Gabutti, Mayo
- Costumes : Paulette Coquatrix, Mayo
- Montage : Borys Lewin
- Pays de production :  France -  Italie
- Langue de tournage : français
- Producteurs : Robert Amon, Robert Chabert
- Sociétés de production : Francinex (France) - Société de Productions Cinématographiques Européennes (SPCE, France) - Rizzoli Film (Italie)
- Société de distribution : Cinédis
- Format : couleur par Eastmancolor — 35 mm — monophonique
- Genre : Comédie dramatique
- Durée : 100 minutes
- Date de sortie : France - 10 septembre 1958

## Distribution
- Pierre Brasseur : Jeroboam Driscoll
- Simone Renant : Madame Mary Milligan
- Gino Cervi : Vitalis
- Joël Flateau : Rémi
- Paulette Dubost : Maman Barberin
- Bernard Blier : Renato Garofoli
- Maurice Teynac : James Milligan
- Marianne Oswald : Madame Emily Driscoll
- Christian Fourcade : Jimmy Driscoll
- Raymond Bussières : Barberin
- Roger Pierre : le clown Bib
- Jean-Marc Thibault : le clown Bob
- Amédée : un gendarme
- Gérard Darrieu : le braconnier
- Daniel Emilfork : George, le valet des Milligan
- Bernard Lavalette : le brigadier
- Lucien Raimbourg : un gendarme
- Jacques Moulières : Mattia
- René-Jean Chauffard : non crédité (le mouchard)
- Yves Barsacq : non crédité
- Jean-Marie Serreau
- Pierre Sergeol : Punch

## Autour du film
- Remake après les adaptations réalisées par :
  - Georges Monca : Sans famille (1925)
  - Marc Allégret : Sans famille (1934)